# 10h00 - 11h00 (épisode de 24 Heures chrono, saison 4)
10h00 - 11h00 est le quatrième épisode de la 4e saison de la série télévisée 24 Heures chrono.

## Résumé

### De 10:00:00 à 10:10:06
- À la station-service, Jack fait reculer tout le monde et leur demande de rester calme. Il s'empare d'un spray de mousse à raser et masque les caméras de vidéo-surveillance avec avant d'enlever sa cagoule et de diriger tout le monde vers l'arrière-boutique. Il leur récupère leurs portables et leurs portefeuilles mais Kalil, le suspect, prétend ne pas avoir de portable. Jack récupère alors son portable de force ainsi qu'une arme qu'il a trouvé sur lui, prétendant la posséder pour se défendre. Jack demande alors à Doug, le gérant de la boutique, de lui donner ses clés et va fermer la porte d'entrée. Une jeune femme arrive et veut des cigarettes. Simulant une coupure électrique, il lui demande gentiment d'aller voir à la station en face et ferme la porte. Il appelle alors Chloe qui lui explique qu'elle doit encore repositionner le satellite sans éveiller les soupçons. Cela prendra encore dix minutes. Après quelques instants, Jack hèle Doug et lui demande d'ouvrir le coffre mais il est presque vide. Il s'informe alors de l'heure à laquelle passe le convoyeur de fonds : 12h30. Kalil essaie de trouver un moyen de le neutraliser.
- À la cellule anti-terroriste, Curtis entre dans le bureau d'Erin qui est au téléphone. Elle vient d'apprendre qu'on a retrouvé Andrew Paige dans un état critique ainsi que deux ressortissants du Moyen-Orient tués par balle. Elle sent que la situation leur échappe : après avoir perdu un agent, l'un de leurs principaux témoins est très mal-en-point. Curtis tente de lui faire mobiliser les moyens pour autre chose que la capture de Jack mais elle veut qu'on le retrouve et vite. Après avoir raccroché, Chloe est appelée par Curtis pour le debriefing organisé par Erin. Celle-ci lui demande quelques minutes mais le debriefing commence immédiatement. Elle ferme alors son système et le suit à contrecœur. Marianne intercepte alors Curtis et lui demande où il va et si elle doit assister au debriefing, ce qui n'est pas le cas. Elle fait la connaissance de Chloe qui, pressée, se dirige vers le bureau. Erin est en train d'expliquer les avancées dont elle vient d'être informée et du chemin que le suspect a sans doute pris. À la fin du debriefing, elle arrête Chloe et s'excuse auprès d'elle pour l'état d'Andrew. Les médecins semblent dire qu'il va s'en sortir. Erin se dirige ensuite vers le poste de Sarah, lui demandant d'établir une passerelle avec le poste de Chloe. Elle est persuadée que celle-ci savait pour ce qui était arrivé à Andrew et qu'elle est donc en contact avec Jack.
- Dans le hangar, Omar tente désespérément de joindre Kalil en vain. Il demande à l'un de ses hommes d'appeler un de leurs contacts sur place pour savoir s'il ne lui serait pas arrivé quelque chose car ça ne lui ressemble pas. Il annonce à ses hommes que Kalil risque d'avoir du retard et qu'il va falloir commencer à programmer les routeurs sans lui. Heller l'arrête alors et lui demande de laisser partir Audrey mais il refuse car il sait qu'elle peut servir de moyen de pression. Heller s'énerve et s'indigne de ce que leur religion leur a appris. Audrey tente de le calmer. Elle lui demande où est son médicament mais il lui avoue l'avoir laissé dans la voiture. Elle demande alors à l'un des hommes d'aller chercher son médicament mais il ne semble pas bouger outre mesure.

## Casting
Par ordre d'apparition au générique :

### Acteurs Principaux
- Kiefer Sutherland : Jack Bauer
- Kim Raver : Audrey Raines
- Alberta Watson : Erin Driscoll
- William Devane : James Heller

### Invités
- Jonathan Ahdout : Behrooz Araz
- Roger Cross : Curtis Manning
- Louis Lombardi : Edgar Stiles
- Lana Parrilla : Sarah Gavin
- Mary Lynn Rajskub : Chloe O'Brian
- Nestor Serrano : Navi Araz
- Anil Kumar : Kalil Hasan
- Jason Padgett : Brett
- Tina Holmes : Une cliente de la boutique
- Angela Goethals : Maya Driscoll
- Leighton Meester : Debbie Pendleton
- Brent Briscoe : Doug
- Alex Skuby : Sergent Dennis McGrath
- James McCauley : Officier Bill Dodson
- Timothy Davis-Reed : George Kliavkoff
- Shohreh Aghdashloo : Dina Araz

### Reste du casting (co-staring)
- Nicholas Kadi : Ahmet
- Pam Bel Anu : Hana
- Heather Long : Femme au commerce de proximité

## Diffusions
| Date              | Pays       | Chaîne | Commentaire                  |
| ----------------- | ---------- | ------ | ---------------------------- |
| 10 janvier 2005   | États-Unis | FOX    | Première diffusion mondiale  |
| 1er décembre 2005 | France     | C+     | Première diffusion française |